# Risoluzioni del Consiglio di sicurezza delle Nazioni Unite (601-700)
| Risoluzione | Data              | Voto (favorevoli/contrari/non votanti)                            | Oggetto |
| 601         | 30 ottobre 1987   | 14-0-0 (astenuti: Stati Uniti)                                    | Occupazione della Namibia da parte del Sud Africa |
| 602         | 25 novembre 1987  | Adottata all'unanimità                                            | Guerra tra Angola e Sudafrica |
| 603         | 25 novembre 1987  | Adottata all'unanimità                                            | Guerra del Kippur e raccomandazione ad adottare la Risoluzione 338 |
| 604         | 14 dicembre 1987  | Adottata all'unanimità                                            | Proroga delle operazioni ONU a Cipro |
| 605         | 22 dicembre 1987  | 14-0-1 (astenuti: Stati Uniti d'America)                          | Territori occupati da Israele |
| 606         | 23 dicembre 1987  | Adottata all'unanimità                                            | Angola-Sudafrica |
| 607         | 5 gennaio 1988    | Adottata all'unanimità                                            | Territori occupati da Israele |
| 608         | 14 gennaio 1988   | 14-0-1 (astenuti: Stati Uniti d'America)                          | Territori occupati da Israele |
| 609         | 29 gennaio 1988   | Adottata all'unanimità                                            | Estensione delle operazioni delle operazioni dell'UNIFIL durante la guerra tra Israele e Libano                                                                                             |
| 610         | 16 marzo 1988     | Adottata all'unanimità                                            | Apartheid in Sudafrica |
| 611         | 25 aprile 1988    | 14-0-1 (astenuti: Stati Uniti d'America)                          | Uccisione di Khalil al-Wazir in Tunisia per mano israeliana |
| 612         | 9 maggio 1988     | Adottata all'unanimità                                            | Condanna all'uso di armi chimiche durante la Guerra Iran-Iraq |
| 613         | 31 maggio 1988    | Adottata all'unanimità                                            | Estensione delle operazioni dell'UNDOF, rinnovato invito all'implementazione della Ris. 338                                                                                                 |
| 614         | 15 giugno 1988    | Adottata all'unanimità                                            | Estensione delle operazioni dell'UNFICYP, riaffermazione della risoluzione 186 |
| 615         | 17 giugno 1988    | Adottata all'unanimità                                            | Apartheid in Sudafrica, condanna della condanna a morte dei Sharpeville Six |
| 616         | 20 luglio 1988    | Adottata all'unanimità                                            | Abbattimento del Volo Iran Air 655 da parte della nave statunitense Vincennes |
| 617         | 29 luglio 1988    | Adottata all'unanimità                                            | Estensione delle operazioni dell'UNIFIL in Libano |
| 618         | 29 luglio 1988    | Adottata all'unanimità                                            | Condanna sulla cattura di ostaggi (dopo il caso William R. Higgins durante il conflitto israelo-libanese)                                                                                   |
| 619         | 9 agosto 1988     | Adottata all'unanimità                                            | Istituzione del Gruppo di Osservatori delle Nazioni Unite in Iran ed Iraq |
| 620         | 26 agosto 1988    | Adottata all'unanimità                                            | Condanna all'uso di armi chimiche durante la Guerra Iran-Iraq (revisione post risoluzione 612)                                                                                              |
| 621         | 20 settembre 1988 | Adottata all'unanimità                                            | Istituzione di un rappresentante per il Sahara Occidentale a seguito degli accordi tra il Regno del Marocco e il Fronte Polisario                                                           |
| 622         | 31 ottobre 1988   | Adottata all'unanimità                                            | Conferma delle operazioni dell'UNGOMAP |
| 623         | 23 novembre 1988  | Adottata all'unanimità                                            | Richiesta al governo del Sudafrica di sospensione della condanna a morte per Paul Tefo Setlaba durante l'Apartheid                                                                          |
| 624         | 30 novembre 1988  | Adottata all'unanimità                                            | Ulteriore estensione delle operazioni dell'UNDOF, rinnovato invito all'implementazione della Ris. 338                                                                                       |
| 625         | 15 dicembre 1988  | Adottata all'unanimità                                            | Rinnovata estensione delle operazioni dell'UNFICYP, riaffermazione della risoluzione 186 |
| 626         | 20 dicembre 1988  | Adottata all'unanimità                                            | Istituzione dell'UNAVEM I, la missione di controllo ONU in Angola. |
| 627         | 9 gennaio 1989    | Adottata all'unanimità                                            | Richiesta di votazioni per un nuovo membro della Corte internazionale di giustizia dopo la morte di Nagendra Singh                                                                          |
| 628         | 16 gennaio 1989   | Adottata all'unanimità                                            | Supporto in favore degli Accordi di New York che garantirono l'indipendenza alla Namibia |
| 629         | 16 gennaio 1989   | Adottata all'unanimità                                            | Guerra d'indipendenza della Namibia; stipula l'entrata in vigore della Risoluzione 435 al 1º aprile 1989, ulteriore pressione sul Sudafrica per un cessate il fuoco al confine con Namibia. |
| 630         | 30 gennaio 1989   | Adottata all'unanimità                                            | Ulteriore estensione delle attività dell'UNIFIL, situazione in Libano |
| 631         | 8 febbraio 1989   | Adottata all'unanimità                                            | Estensione delle attività dell'UNIIMOG, situazione in Iran e Iraq. |
| 632         | 16 febbraio 1989  | Adottata all'unanimità                                            | Guerra d'indipendenza della Namibia |
| 633         | 30 maggio 1989    | Adottata all'unanimità                                            | Ulteriore estensione delle operazioni dell'UNDOF, rinnovato invito all'implementazione della Ris. 338                                                                                       |
| 634         | 9 giugno 1989     | Adottata all'unanimità                                            | Rinnovata estensione delle operazioni dell'UNFICYP |
| 635         | 14 giugno 1989    | Adottata all'unanimità                                            | Condanna degli atti di terrorismo contro l'aviazione civile |
| 636         | 6 luglio 1989     | 14-0-1 (astenuti: Stati Uniti d'America)                          | Protezione dei civili secondo le convenzioni di Ginevra, condanna della deportazione di civili palestinesi dai territori occupati                                                           |
| 637         | 27 luglio 1989    | Adottata all'unanimità                                            | Supporto a favore del Gruppo Contadora e degli Accordi di Esquipulas |
| 638         | 31 luglio 1989    | Adottata all'unanimità                                            | Condanna sulla presa di ostaggi e invito agli stati membri a firmare la Convenzione internazionale contro la presa d'ostaggi                                                                |
| 639         | 31 luglio 1989    | Adottata all'unanimità                                            | Ulteriore estensione delle attività dell'UNIFIL fino al 30 gennaio 1990; situazione in Libano                                                                                               |
| 640         | 29 agosto 1989    | Adottata all'unanimità                                            | Guerra d'indipendenza della Namibia, e condanna alle operazioni dei Koevoet |
| 641         | 30 agosto 1989    | 14-0-1 (astenuti: Stati Uniti d'America)                          | Protezione dei civili secondo le convenzioni di Ginevra, condanna della deportazione di civili palestinesi dai territori occupati. Riaffermazione delle risoluzioni 608 e 636               |
| 642         | 29 settembre 1989 | Adottata all'unanimità                                            | Estensione delle attività del gruppo di osservatori ONU per il conflitto Iran-Iraq |
| 643         | 31 ottobre 1989   | Adottata all'unanimità                                            | Riaffermazione della Risoluzione 435 riguardante la Guerra d'indipendenza della Namibia |
| 644         | 7 novembre 1989   | Adottata all'unanimità                                            | Isituzione dei corpi di monitoraggio in America centrale, ONUSAL e ONUCA |
| 645         | 29 novembre 1989  | Adottata all'unanimità                                            | Riaffermazione della Risoluzione 338, estensione delle attività dell'UNDOF |
| 646         | 14 dicembre 1989  | Adottata all'unanimità                                            | Rinnovata estensione delle operazioni dell'UNFICYP |
| 647         | 11 gennaio 1990   | Adottata all'unanimità                                            | Istituzione dell'UNGOMAP come corpo di pace da inviare al confine tra Afghanistan e Pakistan                                                                                                |
| 648         | 31 gennaio 1990   | Adottata all'unanimità                                            | Ulteriore estensione delle attività dell'UNIFIL fino al 30 novembre 1990; situazione in Libano                                                                                              |
| 649         | 12 marzo 1990     | Adottata all'unanimità                                            | Estensione delle attività dell'UNFICYP; Questione di Cipro |
| 650         | 27 marzo 1990     | Adottata all'unanimità                                            | Estensione e rafforzamento delle operazioni dell'ONUCA |
| 651         | 29 marzo 1990     | Adottata all'unanimità                                            | Estensione delle attività del gruppo di osservatori ONU per il conflitto Iran-Iraq |
| 652         | 17 aprile 1990    | Adottata all'unanimità                                            | Richiesta all'Assemblea generale delle Nazioni Unite di ammissione Namibia come 160º stato membro delle Nazioni Unite                                                                       |
| 653         | 20 aprile 1990    | Adottata all'unanimità                                            | Ampliamento del mandato dell'ONUCA |
| 654         | 4 maggio 1990     | Adottata all'unanimità                                            | Estensione del mandato dell'ONUCA |
| 655         | 31 maggio 1990    | Adottata all'unanimità                                            | Estensione del mandato dell'UNDOF |
| 656         | 8 giugno 1990     | Adottata all'unanimità                                            | Ampliamento delle operazioni dell'ONUCA e ONUSAL |
| 657         | 15 giugno 1990    | Adottata all'unanimità                                            | Estensione del mandato dell'UNFICYP a Cipro |
| 658         | 27 giugno 1990    | Adottata all'unanimità                                            | Piano per il cessate il fuoco tra Fronte Polisario e Marocco e piano per un referendum per l'indipendenza della Repubblica Democratica Araba dei Sahrawi                                    |
| 659         | 31 luglio 1990    | Adottata all'unanimità                                            | Estensione del mandato dell'UNIFIL |
| 660         | 2 agosto 1990     | 14-0-0 (mancanti: Yemen)                                          | [Condanna dell'invasione irachena del Kuwait |
| 661         | 6 agosto 1990     | 13-0-2 (astenuti: Cuba, Yemen)                                    | Sanzioni contro l'Iran a causa dell'Invasione del Kuwait |
| 662         | 9 agosto 1990     | Adottata all'unanimità                                            | [Condanna dell'invasione irachena del Kuwait |
| 663         | 14 agosto 1990    | Adottata all'unanimità                                            | Ammissione del Liechtenstein |
| 664         | 18 agosto 1990    | Adottata all'unanimità                                            | Richiesta all'Iraq di terminare l'occupazione in Kuwait |
| 665         | 25 agosto 1990    | Adottata all'unanimità                                            | Sanzioni contro l'Iraq a causa delle operazioni della Guerra del Golfo |
| 666         | 13 settembre 1990 | 13-2-0 (contrari: Cuba, Yemen)                                    | Ulteriori sanzioni all'Iraq e stanziamento di aiuti umanitari per i paesi coinvolti nella Guerra del Golfo                                                                                  |
| 667         | 16 settembre 1990 | Adottata all'unanimità                                            | Violazioni della Convenzione di Vienna sulle relazioni diplomatiche da parte irachena durante la Guerra in Kuwait                                                                           |
| 668         | 20 settembre 1990 | Adottata all'unanimità                                            | Conflitto in Cambogia, supporto alla Repubblica Popolare di Kampuchea |
| 669         | 24 settembre 1990 | Adottata all'unanimità                                            | Richiesta di applicazione dell'articolo 50 dello statuto su invito della Giordania a riguardo della Guerra del Golfo                                                                        |
| 670         | 25 settembre 1990 | 14-1-0 (contrari: Cuba)                                           | Sanzioni contro l'aviazione civile in Iraq |
| 671         | 27 settembre 1990 | Adottata all'unanimità                                            | Estensione delle attività del gruppo di osservatori ONU per il conflitto Iran-Iraq |
| 672         | 12 ottobre 1990   | Adottata all'unanimità                                            | Massacro di Al-Aqsa |
| 673         | 24 ottobre 1990   | Adottata all'unanimità                                            | Condanna del rifiuto da parte di Israele ad accettare la risoluzione 672 e l'invio di una commissione d'inchiesta sul massacro di Al-Aqsa                                                   |
| 674         | 29 ottobre 1990   | 13-0-2 (astenuti: Cuba, Yemen)                                    | Situazione in Kuwait durante la Guerra del Golfo, in particolare riguardo la presa di ostaggi                                                                                               |
| 675         | 5 novembre 1990   | Adottata all'unanimità                                            | Estensione del mandato dell'ONUCA |
| 676         | 28 novembre 1990  | Adottata all'unanimità                                            | Estensione delle attività del gruppo di osservatori ONU per il conflitto Iran-Iraq |
| 677         | 28 novembre 1990  | Adottata all'unanimità                                            | Condanna dei tentativi iracheni di alterazione dei registri demografici in Kuwait |
| 678         | 29 novembre 1990  | 12-2-1 (contrari: Cuba, Yemen, astenuti: Cina)                    | Autorizzazione dell'offensiva guidata dagli Stati Uniti contro l'Iraq nel contesto della Prima guerra del golfo                                                                             |
| 679         | 30 novembre 1990  | Adottata all'unanimità                                            | Estensione del mandato dell'UNDOF |
| 680         | 14 dicembre 1990  | 14-0-1 (astenuti: Canada)                                         | Estensione del mandato dell'UNFICYP |
| 681         | 20 dicembre 1990  | Adottata all'unanimità                                            | Rapporto sui Territori occupati da Israele |
| 682         | 21 dicembre 1990  | Adottata all'unanimità                                            | Rapporto sui costi delle operazioni UNFICYP |
| 683         | 22 dicembre 1990  | 14-1-0 (contrari: Cuba)                                           | Fine dell'amministrazione ONU nelle Isole del Pacifico; sovranità delle Isole Marshall e isole della Micronesia                                                                             |
| 684         | 30 gennaio 1991   | Adottata all'unanimità                                            | Estensione del mandato dell'UNIIFIL |
| 685         | 31 gennaio 1991   | Adottata all'unanimità                                            | Estensione del mandato dell'UNIIMOG |
| 686         | 2 marzo 1991      | 11-1-2 (contrari: Cuba, astenuti: Cina, India e Yemen)            | Condizioni per la fine della Gerra del Golfo |
| 687         | 3 aprile 1991     | 12-1-2 (contrari: Cuba, astenuti: Ecuador e Yemen)                | Liberazione del Kuwait |
| 688         | 5 aprile 1991     | 10-3-2 (contrari: Cuba, Yemen e Zimbabwe, astenuti: Cina e India) | Richiesta all'Iraq di porre fine all'oppressione dei curdi in Iraq e di approvare l'entrata di aiuti umanitari internazionali                                                               |
| 689         | 9 aprile 1991     | Adottata all'unanimità                                            | Istituzione dell'UNIKOM |
| 690         | 29 aprile 1991    | Adottata all'unanimità                                            | Avvio della missione di pace MINURSO |
| 691         | 6 maggio 1991     | Adottata all'unanimità                                            | Estensione del mandato dell'ONUCA |
| 692         | 20 maggio 1991    | 14-0-1 (astenuti: Cuba)                                           | Istituzione della Commissione di Compensazione delle Nazioni Unite (UNCC) per il risarcimento delle operazioni militari durante la guerra del golfo                                         |
| 693         | 20 maggio 1991    | Adottata all'unanimità                                            | Avvio della missione ONUSAL |
| 694         | 24 maggio 1991    | Adottata all'unanimità                                            | Condanna alla deportazione di civili dai territori occupati da Israele |
| 695         | 30 maggio 1991    | Adottata all'unanimità                                            | Estensione del mandato dell'UNDOF |
| 696         | 30 maggio 1991    | Adottata all'unanimità                                            | Avvio della missione UNAVEM II in Angola |
| 697         | 14 giugno 1991    | Adottata all'unanimità                                            | Estensione del mandato dell'UNFICYP (Questione di Cipro) |
| 698         | 14 giugno 1991    | Adottata all'unanimità                                            | Rapporto costi sulle operazioni dell'UNFICYP (Questione di Cipro) |
| 699         | 17 giugno 1991    | Adottata all'unanimità                                            | Autorizzazione a procedere per IAEA e UNSCOM in riferimento all'ispezione dell'arsenale militare iracheno                                                                                   |
| 700         | 17 giugno 1991    | Adottata all'unanimità                                            | Embargo militare nei confronti dell'Iraq (Guerra del Golfo) |